# ロシア帝国運動

"ロシア帝国軍"が使用している旗

ロシア帝国運動（ロシアていこくうんどう、ロシア語: Русское имперское движение, ラテン文字転写: Russkoe imperskoe dvizhenie）は、ロマノフ王朝時代のロシア帝国皇帝を神格化し、君主制の導入を標榜する活動家の集団。極右テロ組織として分類されることがある。略称はРИД。

## 概要
1991年、ソビエト連邦崩壊前後に結成された全ロシア君主主義センター党を母体としている。国内外でロマノフ王朝の皇帝を神格化したことから、ロシアではボリス・エリツィン政権時代から批判の対象となってきた。2020年、サンクトペテルブルクでネオナチや白人至上主義の支持者らに対し軍事訓練を施していることが明らかになり、アメリカ合衆国によりテロ組織に指定された。次いで2021年には、カナダ政府により13団体とともにテロ組織に指定されている。
2022年、スタンフォード大学国際安全保障協力センターは、ロシア帝国運動がウクライナ侵攻に際し、親ロシア派分離主義者に加わる戦闘員の訓練を行っていることを指摘している。
その他、ドンバス紛争、リビア内戦、シリア内戦、中央アフリカ内戦への参加が指摘されている。